# Dzereg járás
Dzereg járás (mongol nyelven: Зэрэг сум) Mongólia Hovd tartományának egyik járása. Területe 2500 km². Népessége kb. 3700 fő.
Székhelye Altantél (Алтантээл), mely 125 km-re délkeletre fekszik Hovd tartományi székhelytől.